# 前田直信

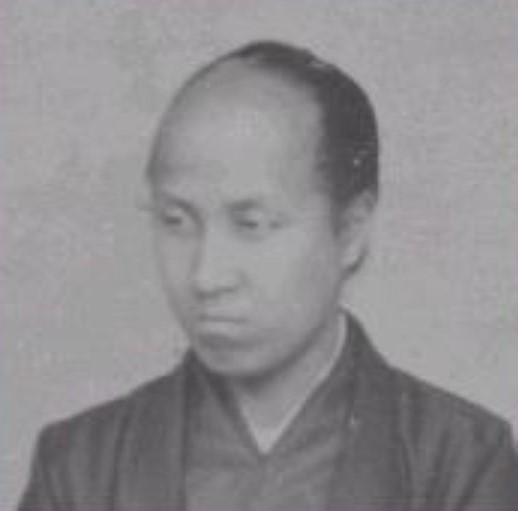
前田直信

前田 直信（まえだ なおのぶ、天保12年閏1月5日（1841年2月25日） - 明治12年（1879年）12月9日）は、幕末の加賀藩における加賀八家筆頭前田土佐守家の第10代当主。第8代当主前田直良の長男。母は篠井氏。子は前田信兆、前田直行。
嫡男であったが、藩主前田斉泰の子静之介が養子として入ってきたため、母の実家に養子に出される。1856年、元服して前田直会と名乗っていた静之介が亡くなったため、呼び戻され家督を相続する。藩主斉泰が将軍徳川家茂に供奉して上洛する際には供を務めたり、京都守衛の藩兵を率いて上洛した。率兵上洛時には正確な情勢認識のもと文書を出しており、家臣に対しても町人とのトラブルを避けるよう注意を喚起している。
大政奉還後は加賀藩大参事、明治維新後は尾山神社の祀官となり祖霊に仕えた。